# Syfilis
Syfilis (též příjice nebo lues, dříve francouzská, galská či uherská nemoc) je pohlavně přenosnou infekcí způsobovanou bakterií Treponema pallidum z kmene spirochét. Kottův slovník uvádí i názvy francouze, čema, Siphylis. Hlavním způsobem přenosu je pohlavní styk; během těhotenství nebo při porodu však může být přenesena i z matky na plod, což má za následek kongenitální syfilis. Mezi další lidské nemoci způsobované bakteriemi příbuznými jedincům Treponema pallidum patří frambézie (poddruh pertenue), pinta (poddruh carateum) a endemická syfilis neboli bejel (poddruh endemicum).
Příznaky a symptomy syfilidy se liší v závislosti na tom, které ze čtyř stádií infekce probíhá (primární, sekundární, latentní a terciární). Primární stádium se obvykle projevuje jediným šankrem (tvrdý, nebolestivý, nesvědící kožní vřed), sekundární syfilis pak rozptýlenou vyrážkou, která často postihuje dlaně rukou a plosky chodidel, nebo zarudlýma a slzícíma očima, připomínajícími zánět spojivek; latentní syfilis je charakteristická jen mírnými symptomy či je zcela bez symptomů a pro terciární syfilis jsou typická gummata, neurologické či kardiovaskulární symptomy. Vzhledem k častým atypickým projevům je však nemoc také známa pod přízviskem „velký imitátor“. Diagnóza se obvykle stanovuje prostřednictvím krevních testů; bakterie je ale možné rozeznat i pod mikroskopem. Syfilis lze účinně léčit antibiotiky – upřednostňován je zejména intramuskulární penicilin G (který se v případě neurosyfilidy podává nitrožilně); dále se využívá i ceftriaxon, u osob se silnou alergií na penicilin pak orálně podávaný doxycyklin nebo azitromycin.
V roce 1999 byl celosvětový odhad počtu osob se syfilidou stanoven na 12 milionů osob, přičemž z toho bylo více než 90 % případů zaznamenáno v rozvojových zemích. Po dramatickém snížení výskytu v důsledku široké dostupnosti penicilinu ve 40. letech 20. století se počet infikovaných v mnoha zemích na přelomu tisíciletí opět zvýšil, často v kombinaci s virem lidské imunitní nedostatečnosti (HIV). Tento stav je částečně přisuzován nebezpečným sexuálním praktikám mezi muži, kteří mají sex s muži, zvýšené promiskuitě, prostituci a poklesu používání bariérových (mechanických) metod ochrany.

## Příznaky a symptomy
Syfilis se může projevovat v jednom ze čtyř stádií: primárním, sekundárním, latentním a terciárním; vyskytnout se rovněž může v kongenitální formě. Vzhledem k rozmanitosti příznaků ji sir William Osler označil za „velkého imitátora“.

### Primární stádium

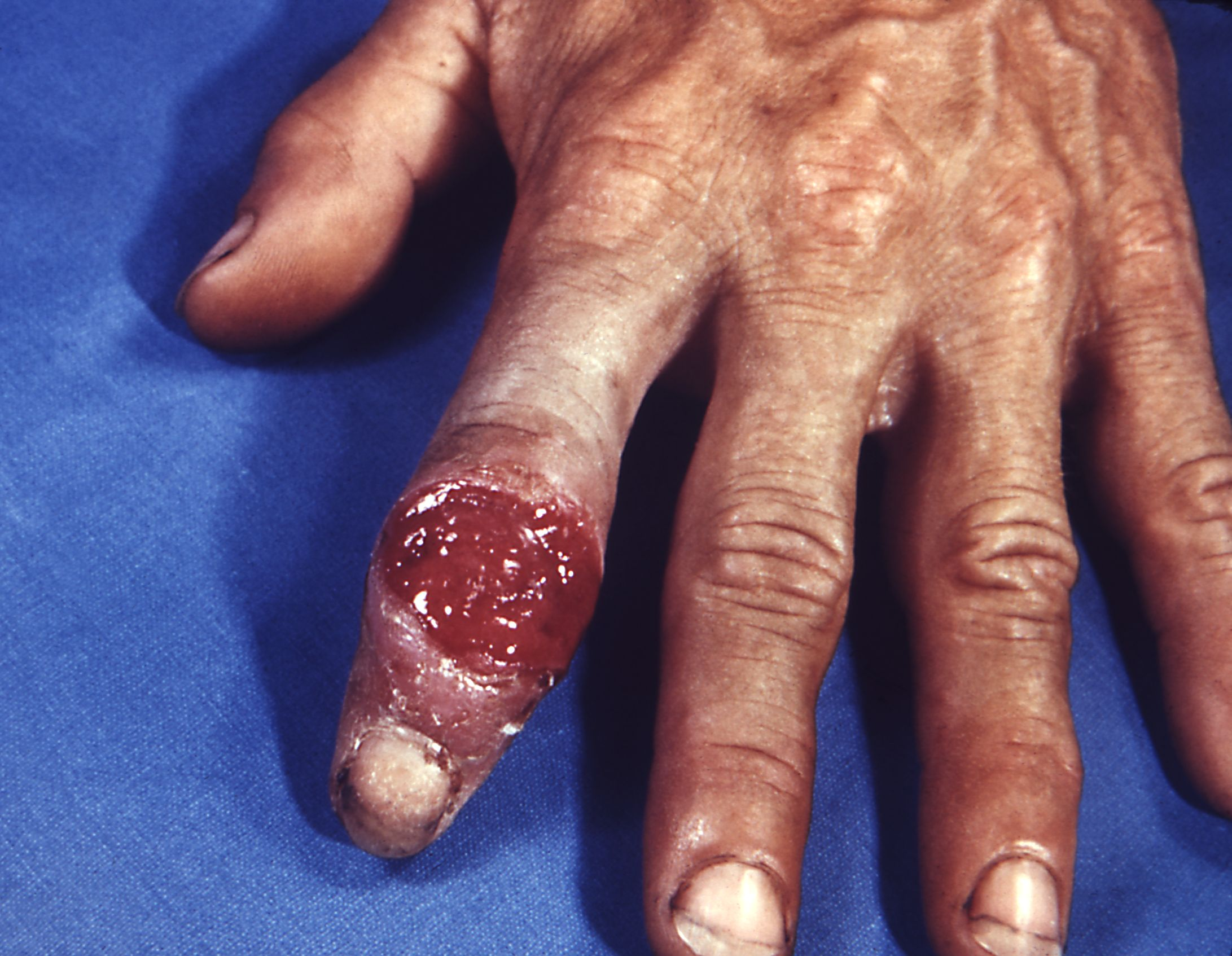
Primární šankr syfilidy na ruce

K nákaze primární syfilidou obvykle dochází prostřednictvím přímého pohlavního kontaktu s infekčními lézemi druhé osoby. Přibližně po 3 až 90 dnech po vystavení infekci (v průměru po 21 dnech) se na místě kontaktu vytvoří kožní léze, takzvaný šankr. Je to obvykle (ve 40 % případů) jediný, tvrdý, nebolestivý a nesvědící kožní vřed se zřetelným základem a ostrým ohraničením o velikosti 0,3 až 3,0 cm. Léze však může mít téměř jakoukoli formu. V klasické formě se vyvíjí od makuly (skvrna) přes papulu (pupen) až po erozi (oděrku) nebo vřed. V některých případech může dojít ke vzniku více lézí (~40 %), zejména při souběžné infekci HIV. Léze mohou být bolestivé či citlivé (30 %) a mohou se vyskytovat i mimo genitálie (2–7 %). Nejběžnějším místem vzniku lézí u žen je děložní hrdlo (44 %), u heterosexuálních mužů penis (99 %) a u mužů, kteří mají sex s muži , je to pak relativně často anální otvor a konečník (34 %). Často dochází ke zvětšení mízních uzlin v oblasti infekce (80 %), a to sedm až 10 dnů po vzniku šankru.. Zvětšení uzlin je nebolestivé a tento jev se jmenuje indolentní bubo. Léze může bez léčení přetrvávat po dobu tří až šesti týdnů.

### Sekundární stádium

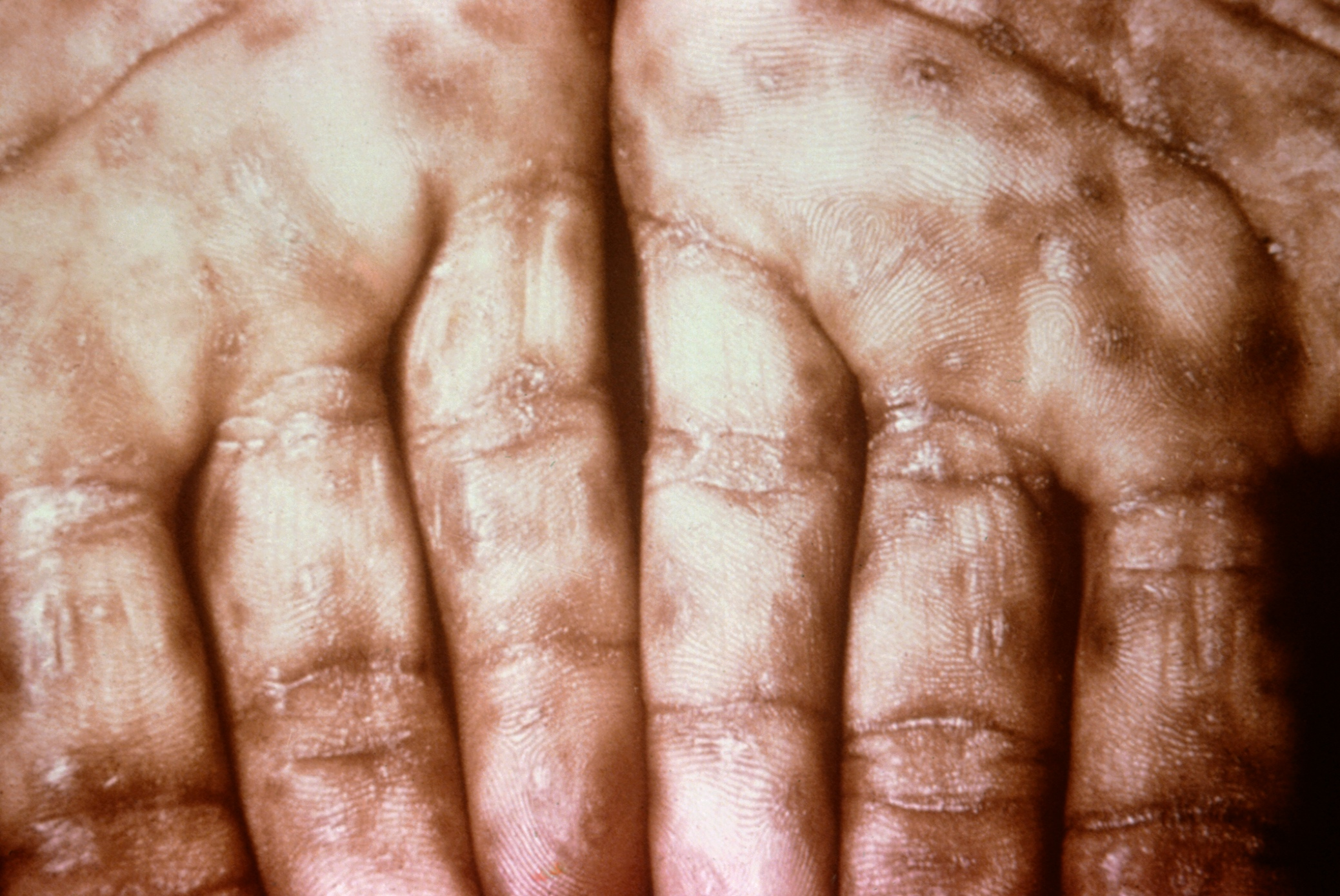
Typický projev sekundární syfilidy s vyrážkou na dlaních rukou

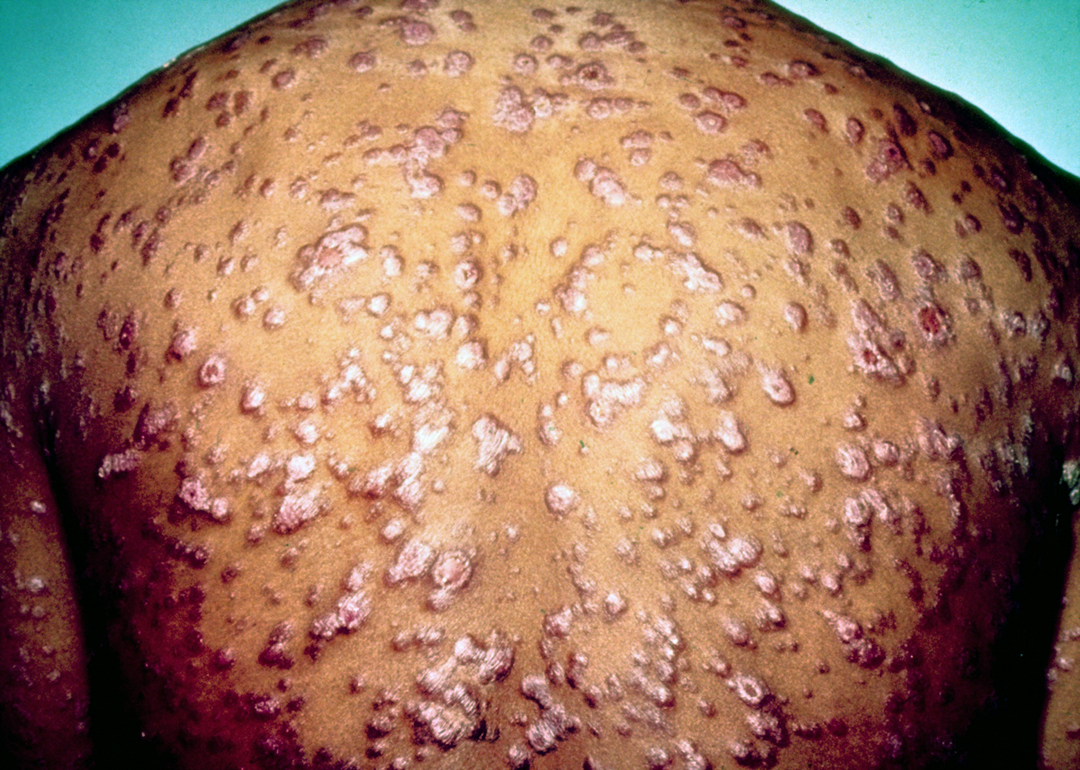
Zarudlé papuly a noduly (hrbolky) na většině povrchu těla v důsledku sekundární syfilidy

Sekundární stádium syfilidy se objevuje přibližně čtyři až deset týdnů po primární infekci. Sekundární stádium je známé rozličnými způsoby projevu – nejběžnější symptomy postihují kůži, sliznice a mízní uzliny. Může se objevit symetricky rozložená, červenorůžová, nesvědící vyrážka na trupu a končetinách, včetně dlaní a plosek nohou. Vyrážka se může stát makulopapulární nebo pustulární. Na sliznicích mohou vznikat ploché, široké, bělavé, bradavicím podobné léze, známé jako kondyloma latum. Všechny tyto léze jsou nositeli bakterií a jsou infekční. K dalším symptomům můžeme zařadit horečku, bolest v krku, malátnost, úbytek váhy, vypadávání vlasů a bolesti hlavy. Mezi vzácné projevy patří žloutenka, onemocnění ledvin, artritida, periostitida, optická neuritida, uveitida a intersticiální keratitida. Akutní symptomy obvykle odezní po třech až šesti týdnech; přibližně u 25 % osob však může dojít k recidivě sekundárních symptomů. U mnoha osob se sekundární syfilidou (40–85 % žen, 20–65 % mužů) se neobjevuje předchozí šankr typický pro primární stádium choroby.

### Latentní stádium
Latentní syfilis je definována jako sérologický důkaz infekce bez symptomů nemoci. Ve Spojených státech je rovněž popisována jako raná (méně než 1 rok po sekundárním stádiu syfilidy) nebo pozdní (více než 1 rok po sekundárním stádiu syfilidy). Ve Spojeném království se za hranici mezi ranou a latentní syfilidou považují dva roky. Raná latentní syfilis se může projevovat recidivou symptomů. Pozdní latentní syfilis je asymptomatická a ne tak nakažlivá jako raná latentní syfilis.

### Terciární stádium

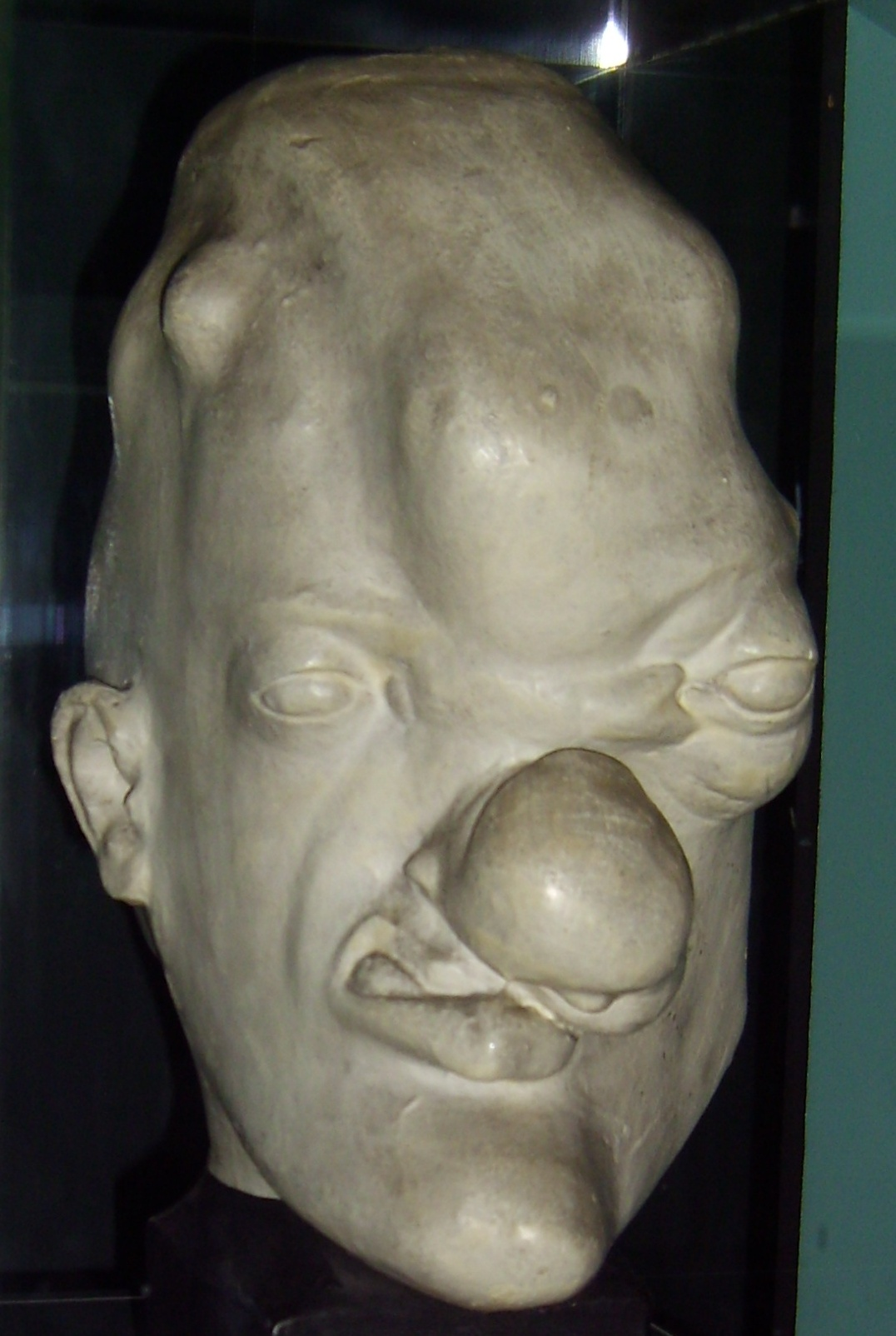
Pacient s terciární (gumatózní) syfilidou. Busta v Muzeu člověka v Paříži

Terciární syfilis se může objevit přibližně po 3 až 15 letech od počáteční infekce a můžeme ji rozdělit do tří odlišných forem: gumatózní syfilis (15 %), pozdní neurosyfilis (6,5 %) a kardiovaskulární syfilis (10 %). Bez léčby se terciární stádium vyvine u třetiny nakažených osob. Lidé s terciární syfilidou nejsou infekční.
Gumatózní syfilis neboli pozdní benigní syfilis se obvykle objevuje v rozmezí 1 roku až 46 let od počáteční infekce, v průměru po 15 letech. Toto stádium je charakteristické tvorbou gummat, což jsou měkké, nádoru podobné hrudky zánětu, jejichž velikost se může značně lišit. Typicky postihují kůži, kosti a játra, mohou se však objevit kdekoli.
Neurosyfilis je infekcí postihující centrální nervovou soustavu. Může se projevit brzy, a to buď jako asymptomatická neurosyfilida nebo syfilitická meningitida, či později ve formě obliterující endarteritidy, progresivní paralýzy nebo jako tzv. tabes dorsalis (vysychání míchy), která je spojována s obtížemi s udržením rovnováhy a bolestí vystřelující do dolních končetin. Pozdní neurosyfilis se typicky objevuje v rozmezí 4 až 25 let od počáteční infekce.Obliterující endarteritida je obvykle doprovázena apatií a záchvaty, při progresivní paralýze dochází k demenci a tabes dorsalis. Rovněž se může objevit syndrom označovaný jako Argyll-Robertsonovy zornice, tedy zmenšení obou zornic, které se zúží při zaostření na blízké předměty, ne však při vystavení jasnému světlu.
Kardiovaskulární syfilis se obvykle objevuje v rozmezí 10–30 let od počáteční infekce. Nejběžnější komplikací je syfilitická aortitida, která může vést k aneurysmatu.

### Kongenitální forma
Ke kongenitální syfilidě může dojít během těhotenství nebo při porodu. Dvě třetiny novorozenců nakažených syfilidou se rodí bez symptomů. Mezi běžné příznaky, které se vyvinou během několika prvních let života, patří: hepatosplenomegalie (70 %), vyrážka (70 %), horečka (40 %), neurosyfilis (20 %) a pneumonitida (20 %).Bez léčby se může až u 40 % případů projevit pozdní kongenitální syfilitis, mezi jejíž symptomy mimo jiné patří sedlový nos, Higoumenakisův příznak, šavlovitá deformace holeně nebo Cluttonovy klouby.

## Příčina

### Bakteriologie

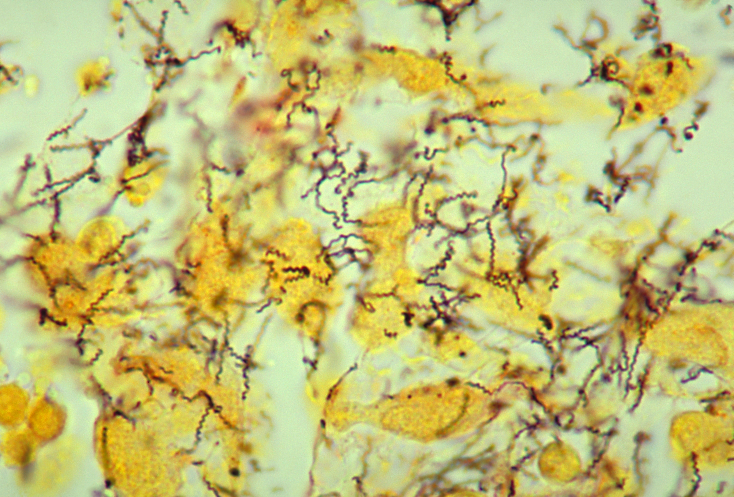
Histopatologie spirochet Treponema pallidum za použití upraveného Steinerova vybarvování stříbrem

Treponema pallidum, poddruh pallidum, je spirálovitá, gramnegativní, vysoce pohyblivá bakterie. Poddruhy příbuzné Treponema pallidum způsobují další tři lidská onemocnění, mezi něž patří frambézie (poddruh pertenue), pinta (poddruh carateum) a endemická syfilis (poddruh endemicum). Oproti poddruhu pallidum však nejsou příčinou neurologických onemocnění. Lidé jsou jediným známým přirozeným rezervoárem poddruhu pallidum. Bez hostitele není tento poddruh schopen přežít déle než několik dnů, a to vzhledem ke svému malému genomu (1,14 MDa), který nedokáže zakódovat metabolické dráhy k většině makronutrientů. Má pomalou dobu zdvojení, která je delší než 30 hodin.

### Přenos
Syfilis se přenáší především sexuálním kontaktem nebo během těhotenství z matky na plod; spirocheta je schopna prostoupit intaktními sliznicemi nebo oslabenou kůží. Je tudíž přenositelná líbáním poblíž léze a orálním, vaginálním nebo análním sexem. Přibližně 30 až 60 % osob vystavených primární nebo sekundární syfilidě touto chorobou onemocní. Její nakažlivost dokládá skutečnost, že u jedince naočkovaného pouhými 57 organismy je pravděpodobnost nákazy 50 %. K většině (60 %) nových případů ve Spojených státech dochází u mužů, kteří mají sex s muži. Onemocnění se může přenášet i krevními produkty. V mnoha zemích je však v tomto ohledu prováděno testování a riziko je proto nízké. Riziko přenosu sdílením injekčních stříkaček se zdá být omezené. Syfilis se nepřenáší prostřednictvím toaletních prkének, běžnými denními činnostmi, horkými koupelemi či sdílením nádobí, příborů a oblečení.

## Diagnóza

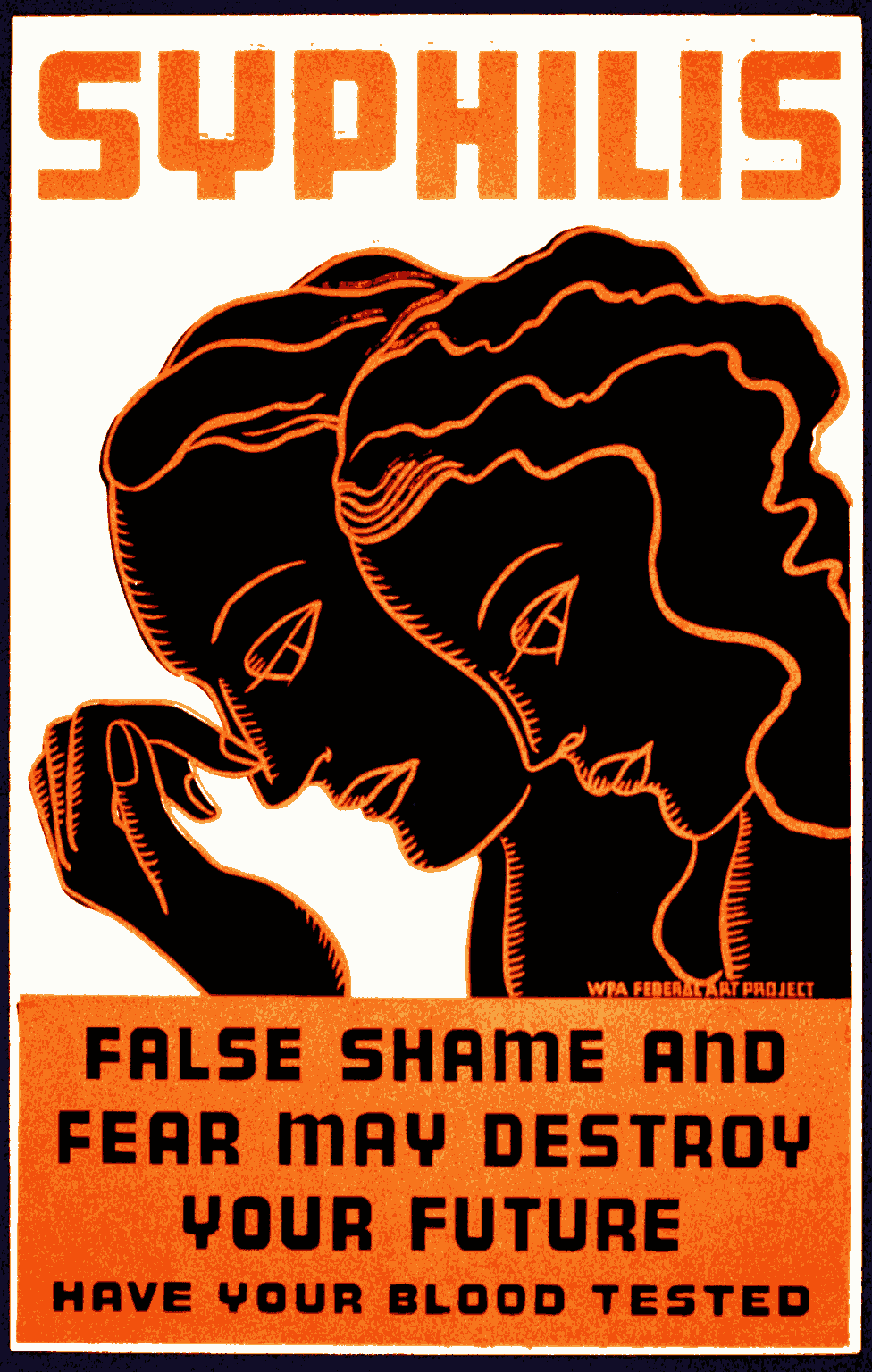
Plakát propagující testy na syfilidu s mužem a ženou, sklánějícími studem hlavu (cca 1936)

Klinická diagnóza raných projevů syfilidy je obtížná. Potvrzena může být buď prostřednictvím krevních testů nebo přímou vizuální kontrolou za využití mikroskopie. Běžněji se používají krevní testy, jelikož jejich provedení je snazší. Prostřednictvím diagnostických testů však není možné rozlišit stádia onemocnění.

### Krevní testy
Krevní testy se dělí na netreponemové a treponemové testy. Netreponemové testy se používají jako první a zahrnují laboratorní test k diagnostice venerických chorob (VDRL test) a test rychlé reaginové reakce. Tyto testy však mohou občas přinést falešně pozitivní reakce a je zapotřebí potvrdit jejich výsledek treponemovým testem, jako je například treponem pallidum hemaglutinační test (TPHA) nebo fluorescenční absorpční test treponemové protilátky (FTA-Abs). K falešně pozitivním reakcím na netreponemové testy může dojít i u některých virových infekcí, jako například plané neštovice a spalničky, nebo při lymfomu, tuberkulóze, malárii, endokarditidě, onemocnění pojivových tkání a v těhotenství. Testy na treponemové protilátky jsou obvykle pozitivní dva až pět týdnů po počáteční infekci. Neurosyfilis se diagnostikuje na základě nálezu vysokého počtu leukocytů (především lymfocytů) a vysoké hladiny bílkovin v mozkomíšním moku v důsledku infekce syfilidou.

### Přímé testování
Pro stanovení okamžité diagnózy z šankru lze využít mikroskopické vyšetření serózní tekutiny na tmavém poli. Nemocnice však vždy nemají potřebné vybavení nebo zkušený personál – test totiž musí být proveden do 10 minut od odebrání vzorku. Senzitivita je téměř 80 %, lze ji tudíž využít pouze pro potvrzení diagnózy, ne pro její vyloučení. Na vzorku z šankru lze provést další dva testy: přímý fluorescenční test na přítomnost protilátek a test amplifikace nukleových kyselin. Přímé fluorescenční testování využívá protilátek označených fluoresceinem, které se vážou na specifické bílkoviny syfilidy, zatímco amplifikace nukleových kyselin používá k odhalení přítomnosti konkrétních genů syfilidy technik jako například polymerázová řetězová reakce. Tyto testy nejsou tak citlivé na časové hledisko, jelikož pro stanovení diagnózy nevyžadují živé bakterie.

## Prevence
V roce 2010 dosud neexistovala žádná účinná vakcína k prevenci syfilidy. K nižšímu riziku přenosu této nemoci přispívá vyhýbání se intimnímu fyzickému kontaktu s nakaženou osobou a správné používání latexového kondomu. Používání kondomu však riziko nevylučuje úplně. Centrum pro kontrolu a prevenci nemocí USA (CDC) tudíž doporučuje dlouhodobý, vzájemně monogamní vztah s nenakaženým partnerem a vyhýbání se látkám, jako jsou například alkohol a další drogy, které zvyšují pravděpodobnost rizikového sexuálního chování.
Kongenitální syfilidě u novorozenců lze předejít vyšetřením matky během raného stádia těhotenství a případnou léčbou, pokud je matka nakažená. Skupina pro komunitní preventivní služby ve Spojených státech (USPSTF) důrazně doporučuje univerzální vyšetření všem těhotným ženám, zatímco Světová zdravotnická organizace se domnívá, že by se všechny ženy měly nechat otestovat při prvním předporodním vyšetření a znovu pak ve třetím trimestru. Pokud je výsledek pozitivní, doporučuje se léčba i jejich partnerům. Kongenitální syfilis je však stále běžná v rozvojových zemích, jelikož mnoha ženám se vůbec nedostává předporodní péče, a u těch, které jsou do programu předporodní péče zařazeny, se neprovádí patřičné vyšetření. Kongenitální syfilis se občas vyskytuje i v rozvinutých zemích, a to u osob, které jsou k nákaze syfilidou nejvíce náchylné (kvůli užívání drog atd.) a u nichž je malá pravděpodobnost lékařské péče během těhotenství. Ke snížení počtu nákaz kongenitální syfilidou v zemích s nízkými a středními příjmy se zdá účinně přispívat řada opatření, mimo jiné i snadnější přístup k testování.
Syfilis je v mnoha zemích nemocí podléhající hlášení, včetně Kanady, zemí Evropské unie a Spojených států. To znamená, že poskytovatelé zdravotnické péče mají ohlašovací povinnost vůči orgánům veřejného zdravotnictví, které partnerovi infikované osoby v ideálním případě poskytnou příslušné oznámení. Lékaři mohou svým pacientům rovněž doporučit, aby jejich partneři vyhledali odpovídající péči. CDC doporučuje sexuálně aktivním mužům, kteří mají sex s muži, aby se nechali otestovat alespoň jednou ročně.

## Léčba

### Rané infekce
Prvotní léčbou nekomplikované syfilidy zůstává jedna dávka intramuskulárního penicilinu G nebo jedna dávka orálního azitromycinu. Doxycyklin a tetracyklin jsou dalšími alternativami, vzhledem k riziku vrozených vad u novorozenců se však jejich podávání nedoporučuje těhotným ženám. U řady látek, včetně makrolidů, klindamycinu a rifampicinu se rozvinula antibiotická rezistence. Ceftriaxon, cefalosporinové antibiotikum třetí generace, může být stejně účinný jako léčba penicilinem.

### Pozdní infekce
U neurosyfilidy se v důsledku špatného pronikání penicilinu G do centrální nervové soustavy doporučuje podávat nakaženým osobám vysoké dávky nitrožilního penicilinu po dobu minimálně 10 dnů. Pokud je osoba na penicilin alergická, může být použit ceftriaxon nebo se může provést pokus o desenzitizaci. Další projevy pozdního stadia lze léčit intramuskulárním podáváním penicilinu G jednou týdně po dobu tří týdnů. Pokud je osoba alergická, lze stejně jako v raném stádiu nemoci použít doxycyklin nebo tetracyklin, v tomto případě však po delší dobu. Léčba v tomto stádiu zamezuje dalšímu postupu nemoci, má však pouze nepatrný vliv na nemocí již způsobená poškození organismu.

### Jarischova–Herxheimerova reakce
Jedním z potenciálních vedlejších účinků léčby je Jarischova–Herxheimerova reakce. Ta často začíná do jedné hodiny a trvá až 24 hodin, přičemž jejími symptomy jsou horečka, bolesti svalů, bolesti hlavy a tachykardie. Je způsobena cytokiny uvolňovanými imunitním systémem v reakci na lipoproteiny uvolňované z praskajících bakterií syfilidy.

## Epidemiologie

Věkově standardizovaná frekvence úmrtí v důsledku syfilidy na 100 000 obyvatel v roce 2004
údaje nejsou k dispozici
<35
35-70
70-105
105-140
140-175
175-210
210-245
245-280
280-315
315-350
350-500
>500

V roce 1999 byl celosvětový odhad počtu osob se syfilidou stanoven na 12 miliónů nakažených, z toho více než 90 % případů bylo zaznamenáno v rozvojových zemích. Ročně postihuje nemoc mezi 700 000 a 1,6 milióny těhotenství, a má tak za následek samovolné potraty, narození mrtvého plodu a kongenitální syfilidu. V subsaharské Africe syfilis způsobuje přibližně 20 % perinatálních úmrtí. Proporcionálně vyšší počty infikovaných osob jsou mezi uživateli nitrožilně aplikovaných drog, osobami nakaženými HIV a muži, kteří mají sex s muži. Ve Spojených státech byl počet osob se syfilidou v roce 2007 šestkrát vyšší u mužů než u žen, zatímco v roce 1997 byl tento počet téměř vyrovnaný. V roce 2010 tvořili téměř polovinu osob se syfilidou Afroameričané.
V Evropě byla syfilis během 18. a 19. století velmi běžná. V rozvinutých zemích počet infekcí během první poloviny 20. století rapidně poklesl v důsledku širokého rozšíření antibiotik a tento pokles trval až do 80. a 90. let 20. století. Od roku 2000 se počet osob se syfilidou v USA, Kanadě, Spojeném království, Austrálii a Evropě zvyšuje, zejména mezi muži, kteří mají sex s muži. Počet nakažených amerických žen však po tuto dobu zůstal stabilní, zatímco u žen ve Spojeném království se zvýšil, ačkoli ne v takové míře jako u mužů. Od 90. let 20. století došlo k navýšení počtu nakažených heterosexuálních osob v Číně a Rusku. Tento stav je přisuzován nebezpečným sexuálním praktikám, jako je sexuální promiskuita, prostituce a pokles užívání bariérových metod ochrany.
Pokud není syfilis léčena, má v 8 až 58 % procentech případů za následek úmrtí, přičemž vyšší úmrtnost je u mužů. Symptomy syfilidy se v průběhu 19. a 20. století zmírnily, a to částečně v důsledku široké dostupnosti účinné léčby a částečně v důsledku nižší virulence spirochet. Pokud je léčba zahájena včas, objevuje se jen malý počet komplikací. Syfilis dvakrát až pětkrát zvyšuje riziko přenosu HIV, přičemž velmi běžná je souběžná infekce oběma chorobami (v řadě městských center 30–60 % případů).

## Historie

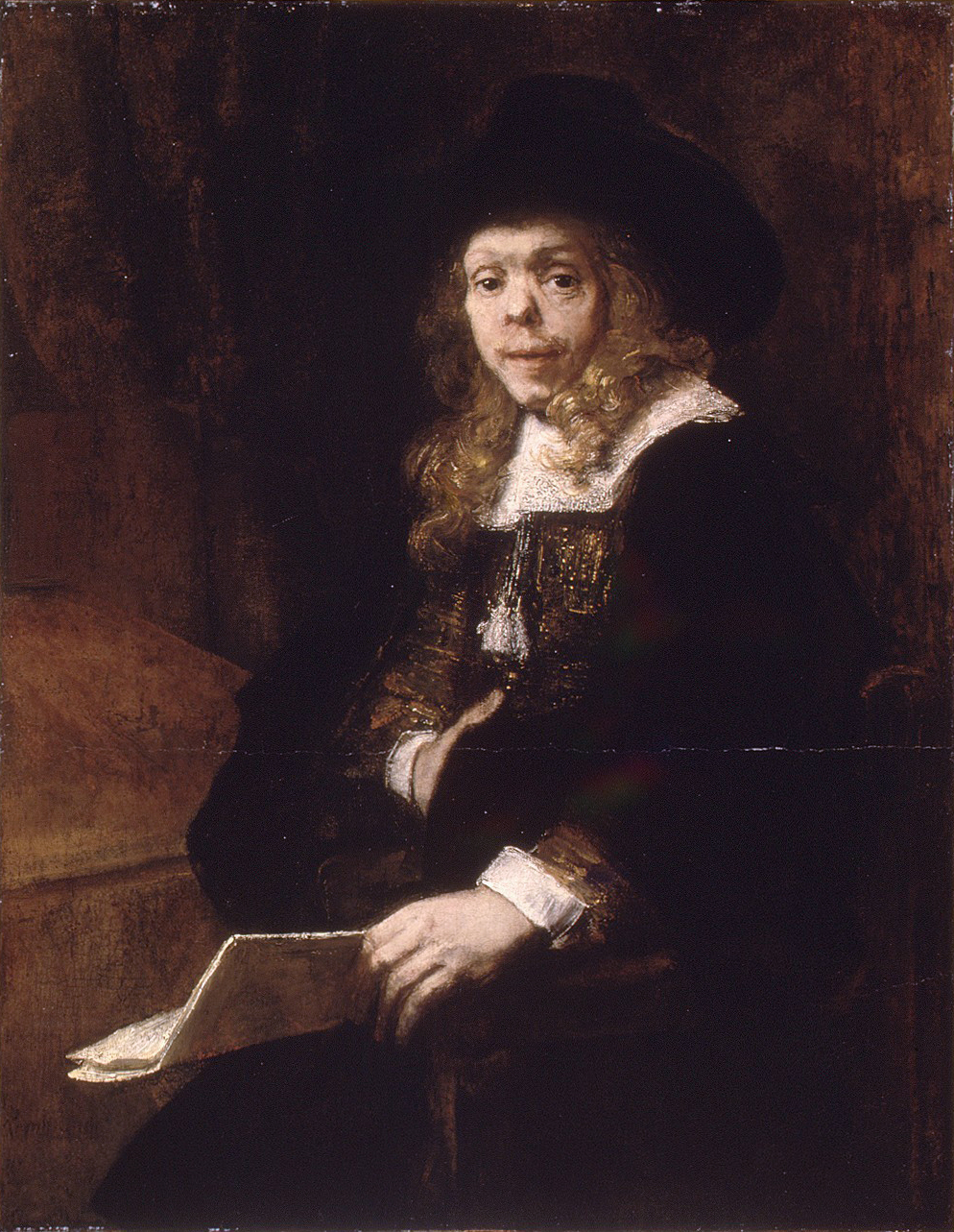
Portrét Gerarda de Lairesse od Rembrandta van Rijna, cca 1665–67, olej na plátně – De Lairesse, sám malíř a teoretik umění, trpěl kongenitální syfilidou, která vážně zdeformovala jeho obličej a nakonec způsobila jeho oslepnutí.

Přesný původ syfilidy není znám. Jedna ze dvou hlavních hypotéz říká, že syfilis byla do Evropy zavlečena posádkou Kryštofa Kolumba vracející se z cesty do Ameriky, zatímco druhá tvrdí, že syfilis v Evropě existovala už předtím, ale nebyla ještě rozpoznána. Tyto hypotézy se rovněž označují jako „kolumbovská“ a „předkolumbovská“. Dostupné důkazy hovoří ve prospěch kolumbovské hypotézy, zatímco jiné dostupné důkazy hovoří ve prospěch předkolumbovské hypotézy. První písemné záznamy o epidemii syfilidy v Evropě se objevují v letech 1494/1495 v italské Neapoli, a to během francouzské invaze. Vzhledem k tomu, že nemoc šířili navracející se francouzští vojáci, byla původně známa jako „francouzská nemoc“, jak je ostatně stále ještě tradičně nazývána. Podle záznamů Daniela Adama z Veleslavína z roku 1590 se ale francouzská nemoc vyskytla už dříve: "10. října 1493 -- Toho roku vyskytla se nemoc franská v Mauritánii a Hišpánii.".  Výraz „syfilis“ byl poprvé použit italským lékařem a básníkem Girolamem Fracastorem v roce 1530 jako název jeho latinské básně psané v daktylském hexametru a popisující zkázu způsobenou nemocí v Itálii. Syfilis byla historicky rovněž nazývána jako „velké neštovice“.
Původce onemocnění, bakterie Treponema pallidum, byla poprvé identifikována Fritzem Schaudinnem a Erichem Hoffmannem v roce 1905. První účinný lék (Salvarsan) byl vyvinut v roce 1910 Paulem Ehrlichem; pak následovalo několik studií penicilinu a potvrzení jeho účinnosti v roce 1943. Před objevením účinného léku se běžně používala rtuť a izolace doprovázená léčebnými postupy, které byly často horší než nemoc samotná. Má se za to, že nemocí trpělo mnoho slavných historických osobností, včetně Vladimira Iljiče Lenina, Franze Schuberta, Arthura Schopenhauera, Édouarda Maneta a Adolfa Hitlera.

## Společnost a kultura

### Umění a literatura

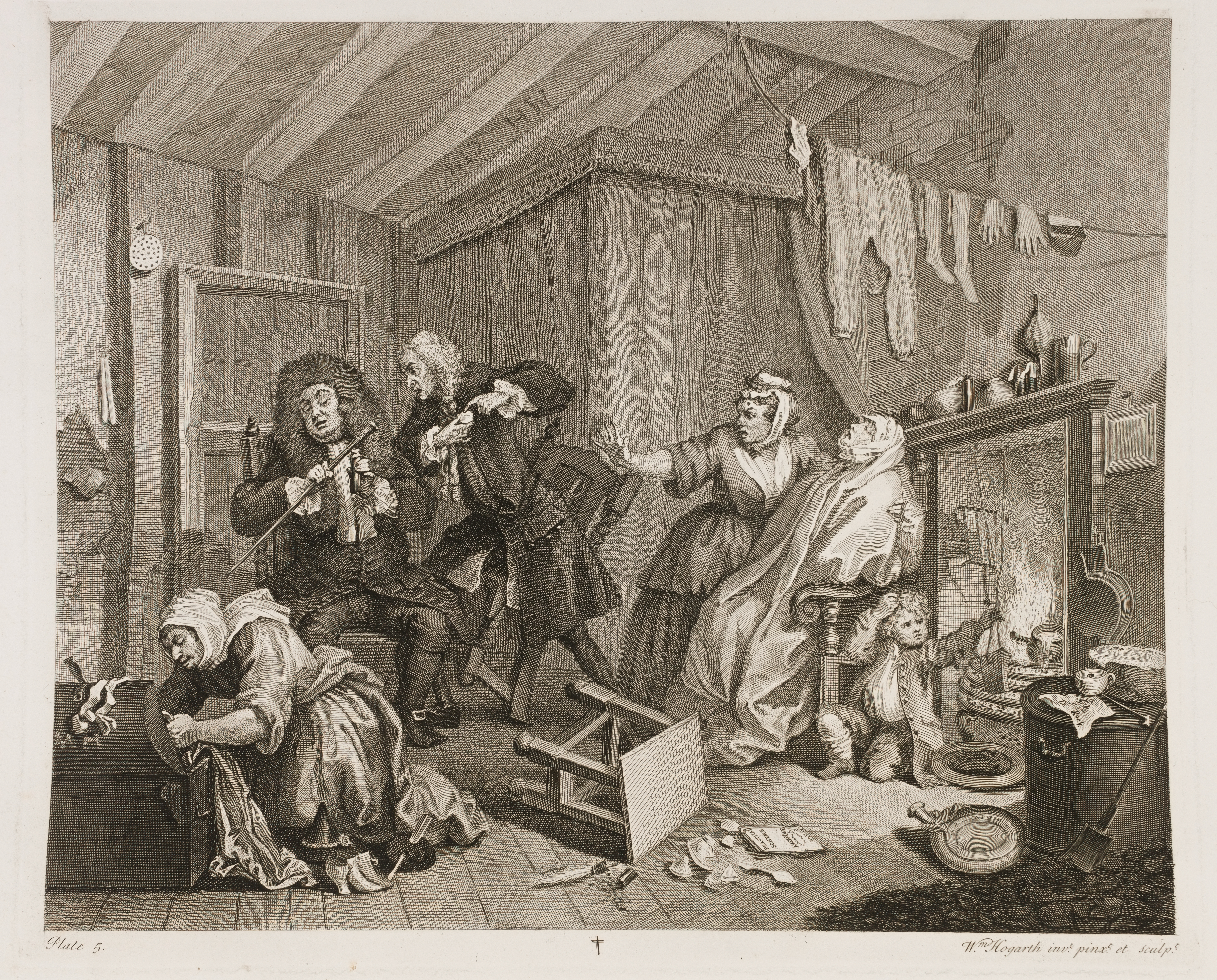
Moll umírá na syfilis, z Hogarthova cyklu Ze života nevěstky

Nejstarším uměleckým dílem v Evropě zpodobňujícím syfilidu je Muž se syfilidou Albrechta Dürera, dřevořezba, jež s největší pravděpodobností zachycuje jednoho z lancknechtů, severoevropských žoldáků. Mýtus femme fatale neboli „ženy travičky“ z 19. století je částečně odvozován od devastujícího řádění syfilidy s klasickými příklady v literatuře, například v básni Johna Keatse La Belle Dame sans Merci.
Umělec Jan van der Straet namaloval přibližně kolem roku 1580 obraz scény se zámožným mužem, jehož syfilis je léčena tropickým guajakovým dřevem. Název díla je „Příprava a použití guajaku při léčbě syfilidy“. To, že umělec tento obraz zařadil do série děl oslavujících Nový svět, dokládá, jak důležitá, avšak neúčinná, byla v té době léčba syfilidy pro evropskou elitu. Detailní dílo v živých barvách zachycuje čtyři služebné připravující odvar; lékař vše pozoruje a schovává něco za zády, zatímco nešťastný pacient pije.
Tématu syfilis se věnuje i román od Jaroslava Havlíčka - Petrolejové lampy, kde je zachyceno postupné zhoršování zdravotního stavu (mimo jiné paralýzy dolních končetin) jednoho z hlavních hrdinů. Dle této knihy byl v roce 1971 natočen režisérem Jurajem Herzem úspěšný stejnojmenný film.

### Studie v Tuskegee a v Guatemale
Jedním z nejznámějších neblaze proslulých případů problematické lékařské etiky ve Spojených státech 20. století se stala studie syfilidy v Tuskegee. Studie probíhala v Tuskegee v Alabamě a byla podporována Službou veřejného zdravotnictví Spojených států (PHS) ve spolupráci s univerzitou Tuskegee Institute. Studie byla zahájena v roce 1932, kdy byla syfilis rozšířeným problémem a neexistoval žádný bezpečný a účinný lék, a měla za úkol sledovat vývoj neléčené syfilidy. V roce 1947 byl penicilin schválen jako účinný lék pro léčbu syfilidy a začal se široce používat k léčbě této nemoci. Organizátoři však ve studii pokračovali a léčbu penicilinem účastníkům studie nenabídli. O tomto kroku se dodnes vedou spory; později bylo zjištěno, že mnoha subjektům byl penicilin podán. Studie byla ukončena až v roce 1972.
V letech 1946 až 1948 byly pokusy týkající se syfilidy prováděny i v Guatemale. Byly to Spojenými státy sponzorované experimenty na lidech prováděné během vlády Juana Josého Arévala ve spolupráci s některými guatemalskými ministry a úředníky z resortu zdravotnictví. Lékaři nakazili vojáky, vězně a pacienty s duševními poruchami syfilidou a dalšími sexuálně přenosnými nemocemi bez informovaného souhlasu subjektů, a poté je léčili antibiotiky. V říjnu 2010 se Spojené státy Guatemale za provádění těchto experimentů formálně omluvily.

## Přenos a prevence
Přenosu luetické infekce v 95 % dominuje jakákoliv forma pohlavního styku, čímž je myšlen styk koitální, orální i anální, sexuální orientace zde sehrává určitou roli, poslední dobou totiž narůstá incidence lues mezi skupinami promiskuitně se chovajících homosexuálů. Velmi nebezpečný, zejména pro dítě, je přenos z matky na plod, neboť kromě hrozby potratu je zde i vysoká pravděpodobnost, že novorozenec bude ve svém nejčasnějším věku postižen příznaky vrozené syfilis, které jsou obvykle nevratné, úmrtnost dětí je poté mnohem vyšší, nežli u syfilis získané. Dítě může být nakaženo i při kojení infikovaným mlékem. Za určitých podmínek je možný i přenos krevní cestou, kde rizikovou skupinou zde jsou zejména narkomani, při krevní transfúzí riziko nehrozí, neboť krev dárců je na příjici povinně testována. K vzácnosti tohoto přenosu přispívá i skutečnost, že treponemata jsou silně anaerobní (kyslík je pro ně toxický), a mimo tělo rychle hynou. V případě, že dojde k nákaze touto cestou, hovoří se o tzv. syfilis nevinných.
Středobodem prevence lues je především věrnost partnerovi, používání kondomu, pečlivý výběr sexuálních partnerů a dodržování základních hygienických pravidel. Z epidemiologického hlediska je nejvyšším rizikem možné infekce člověk ve stádiu sekundární syfilis – vysoká treponemová séropozitivita, četná ohniska nákazy (vředy a puchýře bývají zranitelné, jejich obsah je poté vysoce nakažlivý, lze se nakazit i pouhými dotyky).

## Vrozená syfilis

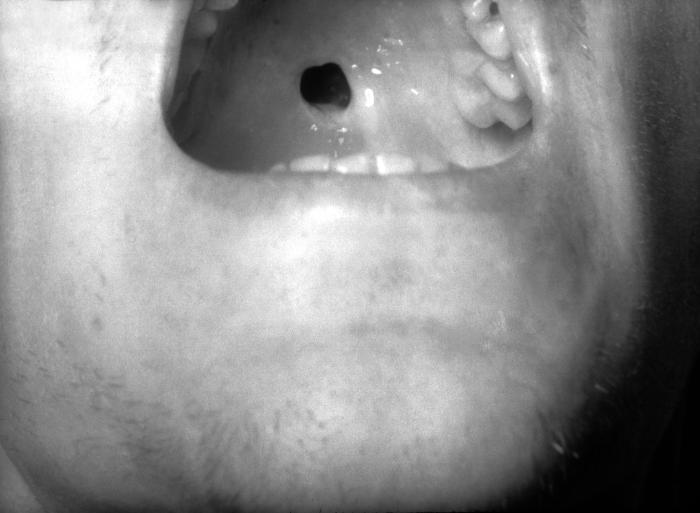
Perforace ústního patra zapříčiněné perforací gummy

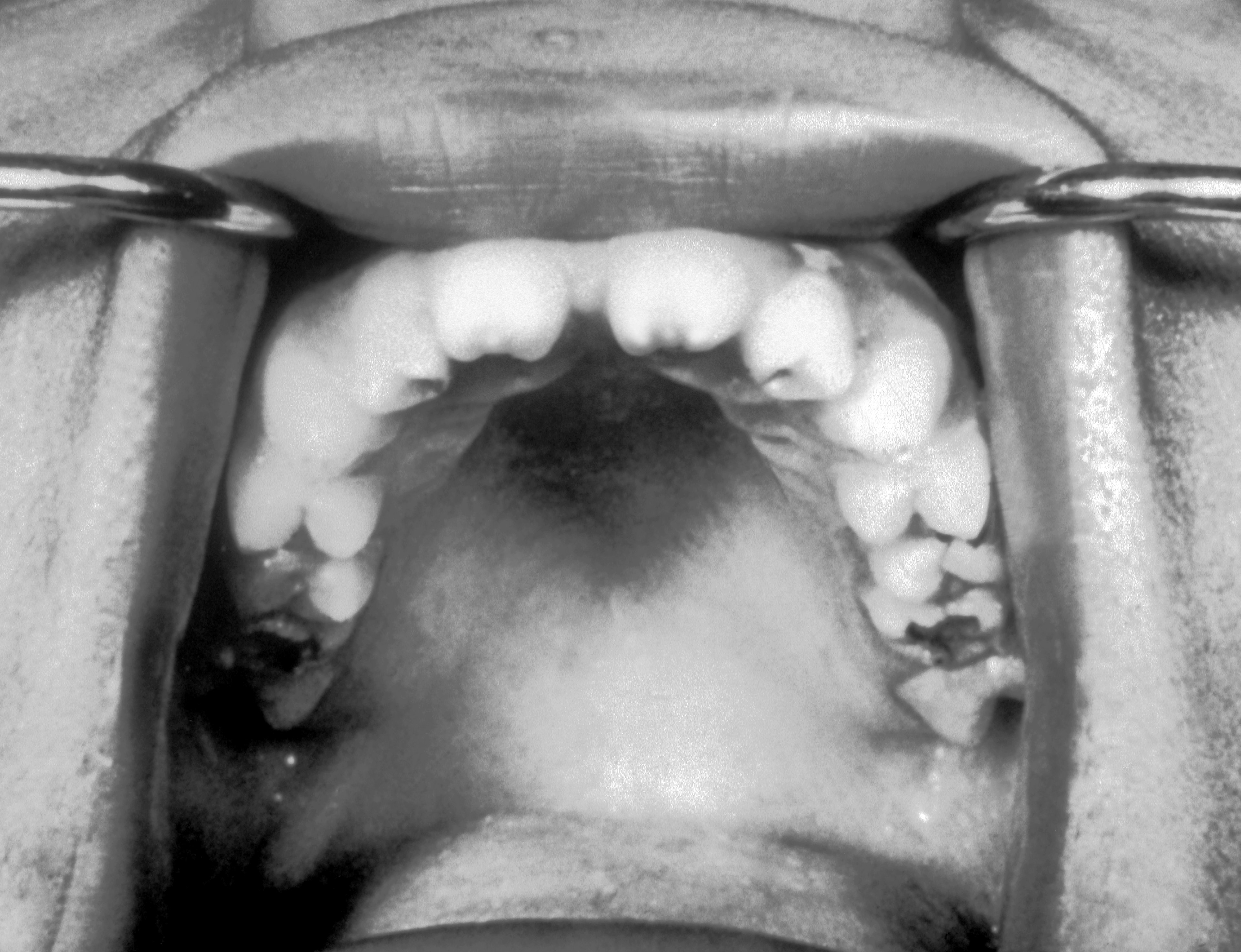
Hutchinsonovy řezáky

### Syphilis praenatalis
- potrat, případně porod mrtvého plodu
- macerovaná pokožka (svraštělý, stařecký vzhled)
- zánětlivé orgánové poškození
  - pneumonia alba
  - pazourková játra
  - kosterní deformace

### Syphilis congenita praecox
- předčasný porod
  - většina dětí umírá v prvním roce života
- kosterní deformace
- chudokrevnost
- hydrocefalus
- zduření jater a sleziny
- zánětlivé orgánové poškození
- postižení sliznic a hlasivek

### Syphilis congenita tarda
- 5 let – adolescence
- Hutchinsonova trias:
  - vestibulární hluchota – labyrintitida
  - zakalení rohovky – poruchy zraku, až slepota
  - soudkovité řezáky
  - kosterní deformace:
    - caput quadratum (krychlovitý tvar lebky)
    - sedlovitý nos
    - gotické patro
    - zduření sternálního konce klavikuly
    - šavlovité tibie
- tabes dorsalis
- progresivní paralýza – simplexní forma

## Léčba a prognóza
V současné době je lues léčena na dermatovenerologickém oddělení, kde jsou po potvrzené diagnóze aplikována antibiotika, obvykle penicilin, v případě penicilinové alergie se využívá tetracyklin. Během léčby sifilidy je důležitá stálost hladiny penicilinu po celou dobu léčby. Trvání léčby respektuje generační čas treponemy (33 hodin). Aby se ale nemocný spolehlivě vyléčil, je třeba tento čas mnohonásobně překročit. Injekčním penicilinům je obecně dávána přednost před preparáty podávanými ústy.
Cílem léčby sifilidy je dosažení neinfekčního stavu nemocného. V časných stadiích onemocnění u léčených se provádějí reaginové testy, které se negativizují. Negativní testy a žádné klinické známky onemocnění většinou znamenají vyléčení nemocného. Očkování neexistuje.

## Syfilis v dějinách

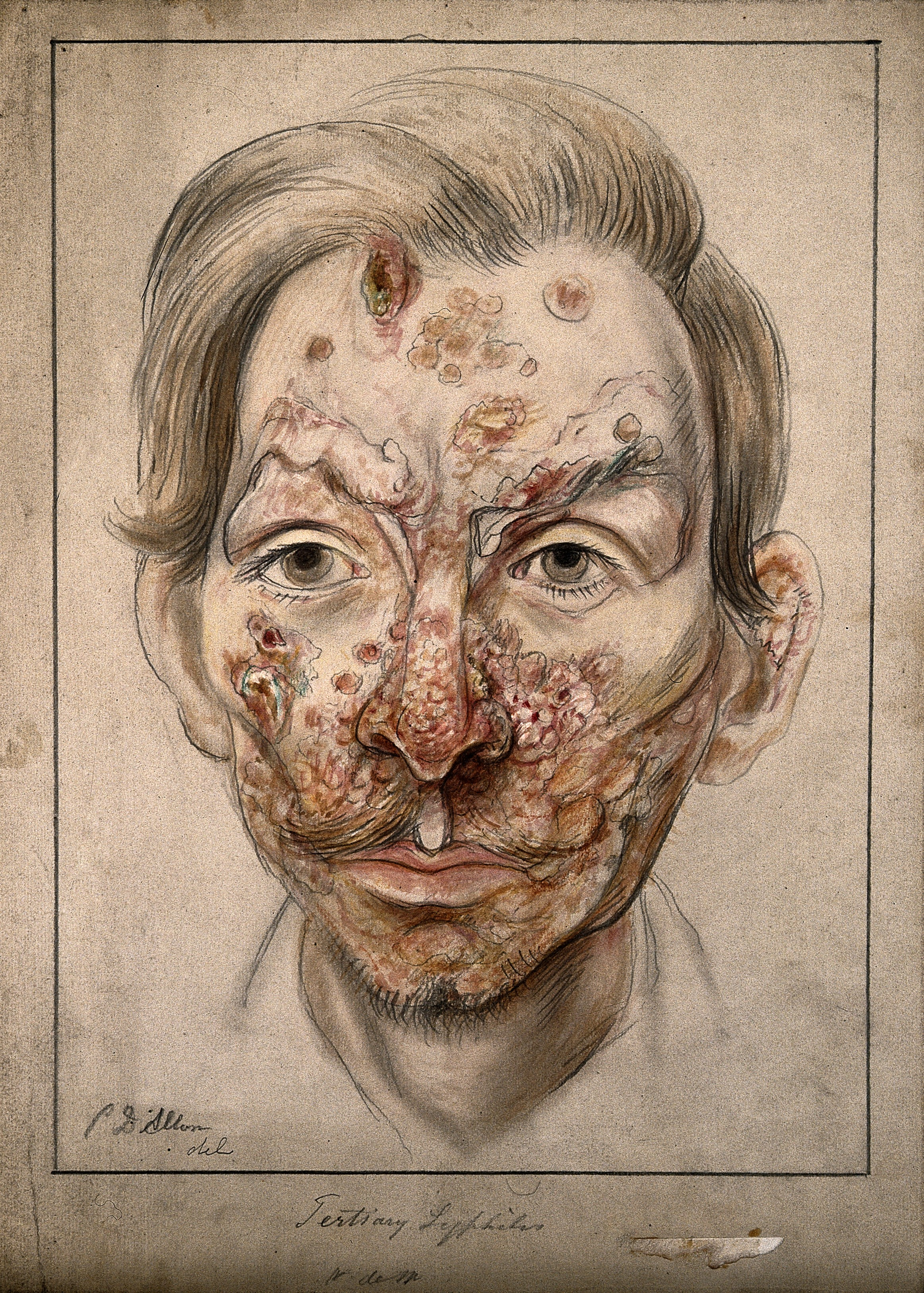
Syfilitické léze na obličeji muže nakaženého syfilisem, 1874

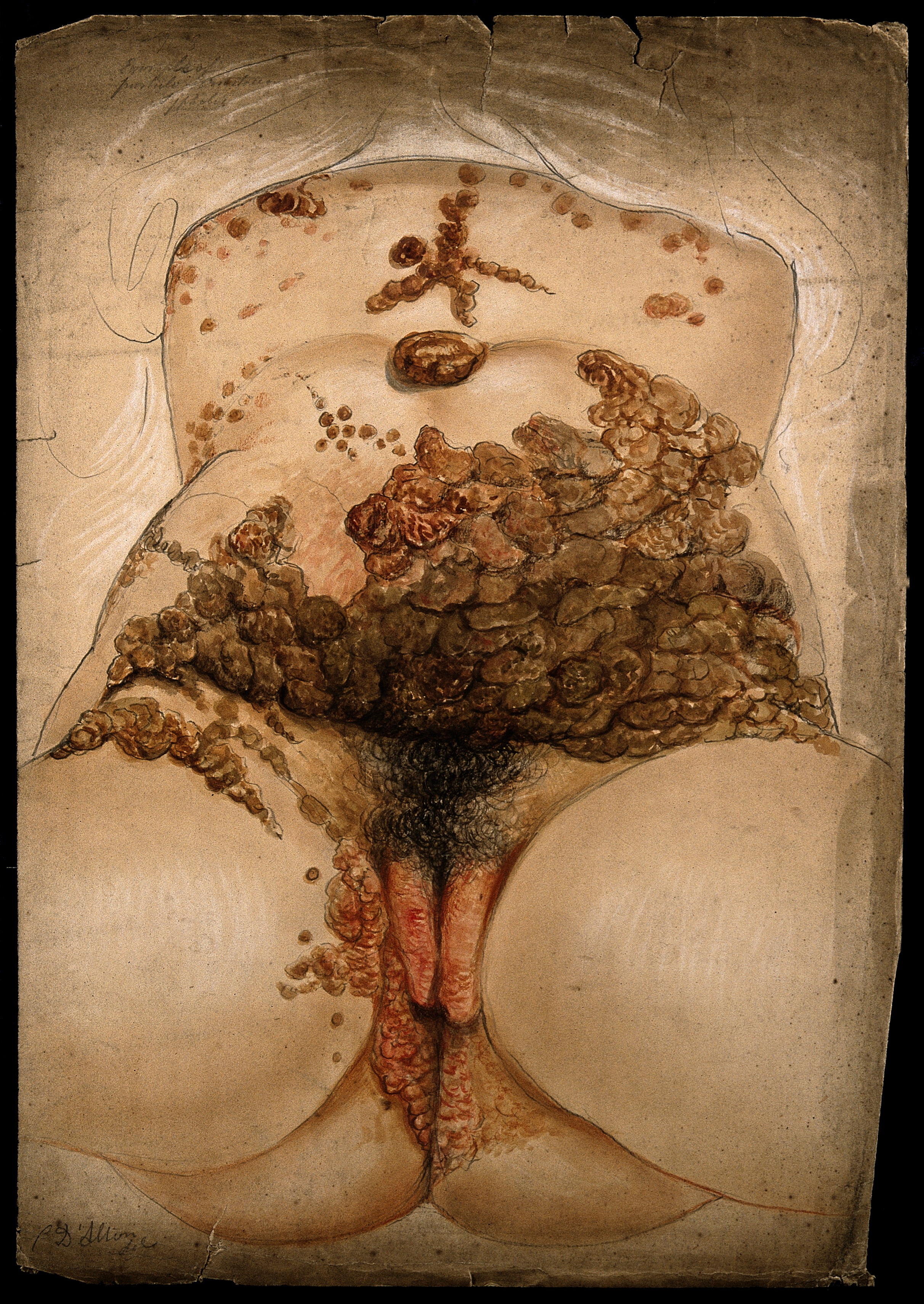
Syfilitické léze na těle ženy, 1862

První povědomí o této nemoci vzniklo koncem 15. století, roku 1493 zavlekli syfilis na evropskou pevninu dle prvotní teorie Kolumbovi námořníci z nově objevené Ameriky, ačkoliv je zastáván i názor o vývoji evropské endemické formy ve formu vysoce virulentní. A skutečně, virulence lues byla ke konci 15. století, kdy se jako záhadná pandemie roznesla Evropou, velmi vysoká – oběti umíraly již v II. stádiu, a teprve na přelomu 16. a 17. století, kdy se tato treponematóza přizpůsobila svému hostiteli, se začaly objevovat i stále četnější případy pozdní orgánové syfilis, jejíž groteskní, znepokojivé znaky poté vedly, obzvláště v pozdějších dobách, ke značné stigmatizaci lueticky nemocných. Španělští námořníci, mezi kterými se choroba masově rozšířila, poté roznesli tuto dosud neznámou chorobu do neapolských nevěstinců, kde se jí při svém vpádu nakazili i francouzští vojáci. Obrovská armáda francouzského krále Karla VIII. musela pod tlakem Benátské ligy sdružující papeže, římského císaře, Benátskou republiku a Španělsko, brzy ustoupit; nakažení žoldnéři se tedy rozptýlili po celé Evropě. Tehdy ještě zhoubně virulentní forma počala sužovat všechny společenské vrstvy a navzdory tomu, že syfilidu ve svém plenění předstihl mor, byla syfilis pokládána za chorobu daleko strašlivější, než jakými byly lepra nebo neštovice. Neapolská nemoc brzy získala své druhé jméno – morbus gallicus, tedy galská, neboli francouzská nemoc.
Křesťanský svět, obzvláště vzdělaní učenci, byl zaskočen prudkou pandemií choroby, s kterou se dosud vůbec nesetkal. To dokazuje i cestopisný svazek významného německého básníka a grafika Albrechta Dürera (1471 – 1528), jenž psal v roce 1506 ze své cesty po Itálii do Norimberku: „Vyřiďte za mne našemu panu převorovi mou oddanou poklonu. Požádejte ho, ať za mne prosí Boha, aby mne chránil zejména pak před francouzem, neboť obávám se velmi toho zla, které téměř každý už tu má.“ Tehdy se syfilis považovala za nákazu přenášenou vzduchem nebo působenou astrologickými vlivy, až později se syfilis stala synonymem pro zhýralost a zpustlost.
Italský renesanční učenec, lékař a básník Girolamo Fracastoro (1478 – 1553), inspirován francouzskou nemocí složil proslulou báseň, v níž tato choroba jakožto boží trest stihne mladého pastýře Syphila, který vytesával sochy pro účely kultu svého krále a odvrátil se proto od svého božstva; Fracastoro sám údajně vycházel z alexandrijsky-řeckého výrazu syphlos, tj. zmrzačený, ostudný, znetvořený.
České označení příjice poté pochází od národního obroditele Antonína Jungmanna, který jej odvodil od jména staroslovanské bohyně lásky Prije. Původ označení lues zase pochází z latinského lues venerea – Venušin mor. V anglických zemích bylo toto onemocnění občas nazýváno i jako great pox, což lze přeložit, jakožto velké neštovice. Mezi ostatními názvy se vžila i křesťanská nemoc, uherská nemoc, polská nemoc nebo černý lev.
V moderní době se syfilis podařilo na celém světě podstatně potlačit, poslední dobou ale její výskyt znovu roste, a to i v rozvinutých zemích.
Mezi oběti syfilis se řadí i mnoho známých osobností, choroba ve svém konečném stádiu mnohdy ovlivnila i jejich chování a smýšlení. Mezi ty nejznámější patří např. český vojevůdce Albrecht z Valdštejna, v období kdy byl zavražděn v Chebu již umíral, v důsledku tabes dorsalis nebyl již schopen samostatného pohybu, sužovaly jej trýznivé bolesti a je rovněž nepochybné, že jeho podivné, uspěchané jednání, výbuchy vzteku a paranoia v posledních letech života byly podmíněny progresivní paralýzou. Tvrdí se, že Vladimir Iljič Lenin i Klement Gottwald zemřeli oba na mrtvici způsobenou předčasným zkornatěním cév způsobeným luetickým postižením. V případě V. I. Lenina této informaci ovšem protiřečí rodinný výskyt dědičného onemocnění způsobujícího předčasnou aterosklerózu. Podezření na syfilis se objevuje i u mnoha českých a zahraničních umělců, např. Jaroslav Vrchlický, Franz Schubert, Gaetano Donizetti, Heinrich Heine, Robert Schumann apod. Jedním z eufemismů pro lues byla i „divadelní nemoc“, neboť právě v tomto prostředí se velice často v minulosti vyskytovala. Progresivní paralýze údajně podlehl i český malíř Josef Mánes.
Raně novověcí lékaři se luetické infekci pokoušeli postavit velmi rozličnými prostředky a postupy. Poměrně časté byly neškodné, ačkoliv podivné koupele v jelením mléce nebo v netopýří krvi, různorodé masti zhotovené z rozmělněných vnitřností žab apod. Nejvyužívanějším léčebným prostředkem byly nicméně rtuťové zábaly, jelikož kožní projevy byly považovány za ústřední. Tyto přípravky se následně využívaly po celá staletí, nemocnému se sice trochu ulevilo od bolesti, následkem ovšem byla chudokrevnost, narušení chrupu, ztráta vlasů, aj. Na počátku 20. století byl nejprve objeven původce syfilis, následně August von Wassermann nalezl způsob detekce infekce touto nemocí (tzv. Wassermannův test) a nakonec Paul Ehrlich vyvinul lék, známý jako salvarsan, neboli arsfenamin, předchůdce antibiotik. Ten byl posléze nahrazen neosalvarsanem a ve 40. letech již penicilinem.